# Nahuel Tetaz Chaparro

a Compétitions nationales et continentales officielles uniquement.

b Matchs officiels uniquement.
Dernière mise à jour le 5 juillet 2024.
Nahuel Tetaz Chaparro, né le 11 juin 1989 à General Madariaga (Argentine), est un joueur de rugby à XV international argentin évoluant aux postes de pilier droit ou gauche. Il mesure 1,88 m pour 121 kg.

## Carrière

### En club
Nahuel Tetaz Chaparro commence sa carrière avec le club amateur de La Plata RC en URBA, avec qui il évolue entre 2009 et 2011. À côté de cela, il joue avec la province des Pampas XV en Vodacom Cup (championnat des provinces sud-africaines) à partir de 2010, remportant la compétition en 2011,.
Il rejoint en 2011 le Stade français en Top 14, où il rejoint un grand nombre de ses compatriotes comme Felipe Contepomi, Rodrigo Roncero, Martín Rodríguez Gurruchaga ou  encore Gonzalo Tiesi. Il reste deux saisons avec le club parisien mais son temps de jeu est très limité avec seulement cinq matchs joués lors de la première saison puis trois lors de la seconde.
En 2013, il quitte le club de la capitale française pour rejoindre les Newport Gwent Dragons en Pro12 pour une saison.
En octobre 2014, il retourne jouer en Top 14 avec le Lyon OU en tant que joker médical de Wian du Preez. Il quitte le club en mai 2015 pour retourner en Argentine.
De retour dans son pays natal, il joue avec son ancien club de La Plata et, à partir de 2016, il fait ses débuts en Super Rugby avec l'équipe des Jaguares. Lors de la saison 2019, il est finaliste du championnat, après une défaite face aux Crusaders lors de la finale.
En décembre 2020, après l'exclusion des Jaguares du Super Rugby, il rejoint le club anglais des Bristol Bears, club évoluant dans le Premiership, jusqu'à la fin de la saison en cours.
En 2021, il s'engage avec le club italien du Benetton Trévise en United Rugby Championship.

### En équipe nationale
Nahuel Tetaz Chaparro a joué avec l'équipe d'Argentine des moins de 20 ans en 2009.
Il obtient sa première cape internationale avec l'équipe d'Argentine le 23 mai 2010 à l'occasion d'un match contre l'équipe du Chili à Santiago.
Il est retenu dans le groupe de 31 joueurs sélectionné par Daniel Hourcade pour la Coupe du monde 2015 en Angleterre. Il joue deux matchs de la compétition contre la Nouvelle-Zélande et la Géorgie.
En 2019, il est sélectionné dans le groupe de 31 joueurs retenu par Mario Ledesma pour la Coupe du monde au Japon,. Il dispute les quatre rencontres de son équipe lors de la compétition, contre la France, les Tonga, l'Angleterre et les États-Unis.
En 2023, alors qu'il est retenu pour participer à la Coupe du monde en France, une rupture du tendon d'Achille gauche le contraint à renoncer,.

## Palmarès

### En club
- Vainqueur de la Vodacom Cup en 2011 les Pampas XV.
- Finaliste du Super Rugby en 2019 avec les Jaguares.

## Statistiques
Au 5 juillet 2024, Nahuel Tetaz Chaparro compte 79 capes en équipe d'Argentine, dont 55 en tant que titulaire, depuis le 23 mai 2010 contre l'équipe du Chili à Santiago. Il a inscrit trois essais (15 points). 
Il participe à quatre éditions du Rugby Championship, en 2014, 2015, 2016, 2017, 2018, 2019, 2020, 2021, 2022 et 2023. Il dispute quarante rencontres dans cette compétition.